# ويليام ميتفورد
ويليام ميتفورد (10 فبراير 1744 - 10 فبراير 1827) كان مؤرخًا إنجليزيًا ومالك أراضي وسياسيًا. يُعرف بشكل رئيسي بعمله "تاريخ اليونان"، الذي نُشر في عشرة مجلدات بين عامي 1784 و1810.

## السنوات الأولى
وُلد ويليام ميتفورد في لندن في 10 فبراير 1744، لعائلة من طبقة النبلاء الريفية. يعود أصل عائلة ميتفورد إلى الأنجلو ساكسون في نورثمبرلاند؛ حيث يشير كتاب يوم القيامة إلى أن قلعة ميتفورد كانت تعود إلى السير جون ميتفورد في عام 1066، لكنها أصبحت ملكًا لويليام بيرترام، فارس نورماني متزوج من سيبيلا، الابنة الوحيدة ووريثة المالك السابق، بحلول عام 1086.
بعد مئة عام، ظهر اللقب باسم بيرترام من قلعة ميتفورد؛ ولكن بحلول القرن السابع عشر اختفى اسم بيرترام. كانت عائلة ميتفورد في إكسبري، التي ينتمي إليها الكاتب، فرعًا من عائلة نورثمبرلاند، التي كانت في القرن الثامن عشر تعمل في التجارة والمهن المستقلة.